# 656 v.Chr.
Het jaar 656 v.Chr. is een jaartal volgens de christelijke jaartelling.

## Gebeurtenissen

### Egypte
- Farao Psammetichus I stuurt een vloot de Nijl op om zijn dochter Nitokris I naar Thebe te brengen. Zij wordt geadopteerd door de Goddelijke Vereersters Sjepenoepet II en Amenirdis II. Daarmee aanvaardt nu ook het zuiden het gezag van Psammetichus I. De farao kan nu de resterende vorsten aan zijn gezag gaan onderwerpen en de grensgarnizoenen versterken. Dit is het begin van de Saïtische renaissance.